# Schloss Buhla

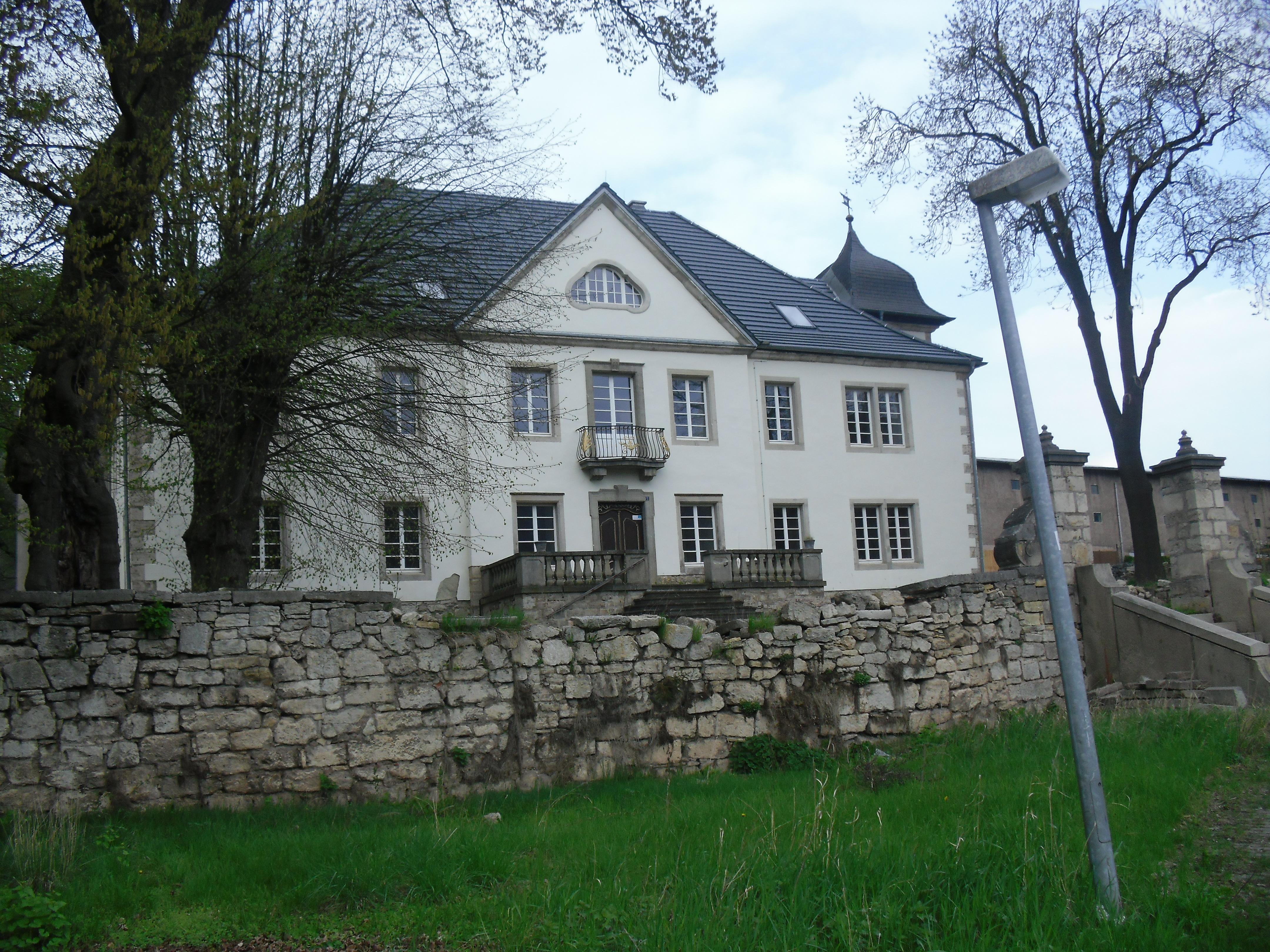
Das Herrenhaus

Das Schloss Buhla ist das Herrenhaus eines alten Rittergutes. Es steht in der Gemeinde Buhla im Landkreis Eichsfeld in Thüringen.

## Geschichte
Verfolgbar ist die Geschichte eines Adelssitzes in Buhla bis 1283. Damals lebte dort ein Ritter Ludolfus von Buhla. Auch die nahe Hasenburg soll er mitbewohnt haben. Bis Mitte des 16. Jahrhunderts besaßen diesen Adelssitz die Herren von Buhla, von 1548 bis 1585 die Herren von Bodenstein als Lehen. Danach gehörte es für fast 300 Jahre den Herren von Berlepsch. Hans Christoph von Berlepsch errichtete dort wohl um 1584/92 ein Herrenhaus. Die Berlepsch besaßen auch das Patronatsrecht der Kirche in Buhla. Wann das heutige Schloss erbaut wurde, ist nicht genau bekannt. Später wechselten die Besitzer des dann existierenden Schlosses und des dazugehörigen Gutsbetriebes mehrmals und es blieb bis 1945 in Privatbesitz.

## Enteignung und Weiternutzung
Nach 1945 wurden die Besitzer nach den dort gültigen Gesetzen der Bodenreform enteignet. Das Schloss wurde eine Unterkunft für Flüchtlinge aus den ehemaligen Ostgebieten des Deutschen Reichs. Später nutzte man es als FDGB-Schule, bis es ein Altersheim wurde. Die Gutswirtschaft wurde in der zweiten Hälfte des 19. Jahrhunderts in landwirtschaftliche Großanlagen umgebaut.
1990 war das Schloss abgewohnt und notwendige Sanierungsmaßnahmen waren erforderlich. Anschließend wurde ein Wohnheim für behinderte Bürger eingerichtet. Das Herrenhaus steht zurzeit leer, und Teile des ehemaligen Gutes werden heute gewerblich genutzt.